# Escut de Fonollosa
L'escut oficial de Fonollosa té el següent blasonament:
Escut caironat: de gules, una creu del Calvari angulada de 4 claus s'or, acompanyada de 2 cards de 3 flors d'or, un a cada costat. Per timbre una corona mural de poble.

## Història
Va ser aprovat el 18 de desembre de 1986 i publicat al DOGC el 2 de febrer de l'any següent amb el número 798.